# 奧陶紀—志留紀滅絕事件
奧陶纪-志留纪灭绝事件（英語：Ordovician–Silurian extinction event），也称奧陶纪大灭绝（英語：Ordovician extinction），也称晚奧陶纪大滅絕（英語：Late Ordovician mass extinction，LOME），這是地球歷史上「五大」大規模滅絕事件中的第一次，發生在大約 4.45 億年前（Ma）。就滅絕屬的百分比而言，它通常被認為是僅次於二叠纪—三叠纪灭绝事件的第二大已知滅絕事件。在此期間，滅絕是全球性的，消滅了49-60%的海洋屬和近85%的海洋物种。
根据化石资料研究，此时腕足动物门、苔藓动物门、头足类、三叶虫类、笔石类、珊瑚、滤食型浮游生物等生物大量减少。
儘管其分類學上的嚴重性，與其他大規模滅絕相比，晚奧陶纪大滅絕並未對生態系統結構產生重大變化，也沒有導致任何特定的形態創新。在志留紀的前500萬年裡，多樣性逐漸恢復到滅絕前的水準。
傳統上認為晚奧陶纪大滅絕發生在兩個不同的脈衝。第一個脈衝（間隔）被稱為 LOMEI-1，開始於晚奧陶纪的凯迪期和赫南特期階段之間的邊界。這個滅絕脈衝通常歸因於晚奧陶紀冰川作用，該冰川作用在赫南特期初期在岡瓦納古大陸上突然擴張，並將地球從溫室氣候轉變為冰室氣候。
第二次滅絕脈衝（間隔）稱為 LOMEI-2，發生在赫南特期的後半段，當時冰川突然消退，氣候變暖。第二次脈衝與全球範圍內的強烈缺氧（氧氣耗盡）和無氧狀態（有毒硫化物產生）有關，這種情況持續到志留紀隨後的鲁丹期階段。 

## 對生命的影響

### 生態影響
晚奧陶纪大滅絕發生在奧陶紀生物多樣性大事件（GOBE）之後，這是地球地質和生物史上生物多樣性增加的最大浪潮之一。在滅絕時，大多數複雜的多細胞生物生活在海洋中，陸地上生命的唯一證據是來自小型早期陸地植物的稀有孢子。

## 其他可能的原因

### 金屬中毒
當海洋的氧氣耗盡時，海底的有毒金屬可能已經溶解到水中。海洋中可用營養物質的增加可能是一個因素，而全球變冷導致的海洋環流減少也可能是一個因素。
有毒金屬可能已經殺死了食物鏈中初級消費者，導致生物族群減少，隨後導致食物鏈中次級消費者以及高級消費者無法覓食。

### 伽馬射線暴
表明最初的滅絕可能是由來自銀河系附近臂中的一颗极超新星释出的伽马射线暴引起的，距離地球不到6,000光年，其过程持续了十秒，并摧毁了地球一半的臭氧层，使地表生物（包括負責行星光合作用的生物）暴露在高水平的极紫外辐射下。在這一假設下，與生活在海床上的群體相比，具有浮游生活方式的幾組海洋生物更容易受到紫外線輻射。這與浮游生物在第一次滅絕脈衝期間遭受嚴重損失的觀察結果一致。此外，生活在淺水中的物種比生活在深水中的物種更有可能滅絕。伽馬射線爆發也可以解釋冰川作用的迅速發生，因為臭氧和氮氣會反應形成二氧化氮，這是一種使地球冷卻的深色氣溶膠。雖然伽馬射線爆發假說與滅絕開始時的一些模式是一致的，但沒有明確的證據表明附近曾經發生過這樣的伽馬射線爆發。

### 火山作用和小行星撞擊
关于此次灭绝事件的原因有多种说法，得到普遍认同的是奥陶纪末期发生了冰期，海水温度迅速下降了5度左右，从而导致了生物灭绝事件，而当时的火山频繁喷发是温度下降的原因之一。当时可能有一颗10公里到12公里大小的天体撞击了地球，其威力相当于100亿颗广岛原子弹爆炸，巨大尘烟包裹了地球，地球进入早古生代大冰期（冰河期），许多无脊椎动物不能适应环境而灭绝。

## 延伸閱讀
- Gradstein, Felix, James Ogg, and Alan Smith, eds., 2004. A Geologic Time Scale 2004 (Cambridge University Press).
- Hallam, A. and Paul B. Wignall, 1997. Mass extinctions and their aftermath (Oxford University Press).
- Webby, Barry D. and Mary L. Droser, eds., 2004. The Great Ordovician Biodiversification Event (Columbia University Press).